# 빔 사벨
빔 사벨(영어: beam saber, 일본어: ビームサーベル)은 TV 애니메이션 《건담 시리즈》에 등장하는 가공의 병기이다. 모빌 슈트(MS)의 무장 중 하나로 이른바 빛의 검이다. "빔(beam)"은 영어이고, "사벨(saber)"은 네덜란드어로 읽은 것이다.

## 개요
건담 시리즈에 등장하는 빔 사벨의 손잡이는 일반적으로 원통형으로 모빌 슈트(MS)가 한 손으로 들 수 있는 정도의 크기이다. 사용할 때는 한쪽 끝보다 대략 10m 정도의 원추형 필드를 발생시켜 검신을 형성하여 높은 절단력과 용해력을 가지는 근접전용 무기가 된다.
《스타워즈 시리즈》에 나오는 라이트세이버와 혼동되기 쉽지만 그 구조의 차이는 《기동전사 건담 F91》의 팜플렛에 자세히 나와 있다. 《스타워즈 시리즈》에서 라이트 세이버는 설정상 아크 방전이나 전하의 플러스, 마이너스 광파워가 크리스탈을 지나 플라스마 에너지의 날이라고 하는 설명을 볼 수 있는데 반해, 《건담 시리즈》에서 빔 사벨(여기서는 우주세기의 빔 사벨)은 가공의 물질인 미노프스키 입자를 빔 형태로 만든 물건이라는 차이가 있지만, "발광한다든지, 기본적으로 무엇이든 절단시키는, 상대방의 같은 종류의 빔 사벨과 서로 부딪히는 것이 가능한"이라고 하는 영상에서의 특징은 공통적이다.

## 주해
1. ↑  스타워즈의 빔계 사격무기는 휘발성 블래스터 가스를 광자 빔으로 변환해 발사하는 무기로 라이트세이버와는 구조가 전혀 다르다.
2. ↑  이것은 우주세기의 빔계열 사격 병기와 거의 같은 구조이다.

## 같이 보기
- 미노프스키 입자
- 빔 라이플
- 빔 실드
- 라이트세이버